# تامر شلتوت
تامر شلتوت، فنان ومذيع وإعلامي مصري، وُلد في 15 يناير عام 1986 بالقاهرة. يُقدم تامر شلتوت برنامج «تقدر» على قناة النهار يومي الأحد والأربعاء من كل أسبوع.
وفي 27 يناير 2021 أعلن تامر أن والده قد تُوفي، ولتامر أخ صغير يُسمى «عمرو شلتوت» وقد تُوفي أثر حادث سيارة.
وشارك تامر شلتوت في عدد من الأعمال الدرامية، منها مسلسلات: «الخطيئة»، و«ذهاب وعودة» و«بين عالمين»، وغيرهم.

## وصلات خارجية
- تامر شلتوت على موقع الدهليز
- تامر شلتوت على موقع قاعدة بيانات الأفلام العربية